# Walther Plouda
Jacob Bernhard Johannes Walther Plouda (* 14. August 1877 in Liegnitz; † 6. Mai 1954 in Jena) war ein deutscher Politiker (DVP Thüringen). Er war von 1924 bis 1927 Abgeordneter des Thüringer Landtages.

## Leben
Plouda besuchte das städtische Wilhelm-Gymnasium in Liegnitz und absolvierte im Anschluss eine kaufmännische Lehre mit Abschluss an der Handelsschule. Danach arbeitete er als Buchhalter, Handlungsreisender und Filialleiter in Breslau, Liegnitz, Zeitz und Stettin. 1899 erhielt er eine Anstellung bei der Firma Carl Zeiss in Jena, wo in den 1920er Jahren als Abteilungsleiter und zuletzt als Verwaltungsbeamter in der Unternehmensbibliothek tätig war. Als Mitglied des DHV gehörte dem Betriebsrat an. Im September 1942 wurde er pensioniert. 
Plouda trat in die Deutsche Volkspartei (DVP) ein und war ab 1922 Mitglied des Jenaer Stadtrates. Im Februar 1924 wurde er auf der Liste des Ordnungsbundes in den Thüringer Landtag gewählt, dem er bis 1927 angehörte.
Walther Plouda war zweimal verheiratet, zuletzt mit Herta Anna Maria (geborene Senf, 1904–1967), die er 1952 in Jena geheiratet hatte.